# Клічак Василь Йосипович
Василь Йосипович Клічак  (нар. 25 січня 1957, с. Рудники, Снятинський район, Івано-Франківська область) — український поет, науковець, письменник. Заслужений журналіст України.
Директор видавничого центру «Просвіта», член Центрального правління Всеукраїнського товариства «Просвіта» ім. Тараса Шевченка, голова Київського обласного об'єднання «Просвіта» ім. Тараса Шевченка (2004—2017 рр.).
Автор статей, інтерв'ю, рецензій у періодиці стосовно проблем сучасного українського книговидання, нинішнього стану духовності у суспільстві.

## Життєпис
Народився 25 січня 1957 року в Рудниках Снятинського району Івано-Франківської області.
1979 року закінчив філологічний факультет Київського університету.
1979—1985 — редактор видавництва «Молодь».
1986—1992 — старший науковий редактор видавництва «Веселка».
1992—1995 — завідувач видавничого відділу ВУТ "Просвіта" ім. Т.Шевченка.
З 1995 року — директор видавничого центру «Просвіта».
Наразі — доцент кафедри видавничої справи та редагування Інституту журналістики КНУ ім. Т. Шевченка.
Член НСПУ. На з'їзді Національної спілки письменників України. 29 листопада 2018 року обраний секретарем НСПУ та членом Правління НСПУ.
Ухвалою Правління НСПУ від 01 лютого 2019 року призначений директором видавництва «Український письменник».
Автор збірок «Дощовий годинник», «Пелена», «Вздовж дарованих Божих днів», «Копана гора».

## Особисті відомості
Одружений. Дружина — Клічак Ганна Степанівна, учитель української мови та літератури, заслужений працівник освіти України.

Дві доньки — Марія і Галина.

### Нагороди, відзнаки та звання
Лауреат літературних премій імені Дмитра Нитченка, премії «Князь роси» імені Тараса Мельничука, імені Олекси Гірника, імені Марка Черемшини, імені Тодося Осьмачки (2018) за збірку поезій «Копана Гора», імені Анатолія Бортняка (2019).